# 闊邊帽星系
闊邊帽星系（梅西耶編號：M104，NGC 4594，又稱草帽星系、墨西哥帽星系）位於室女座，為一個Sa-Sb型之旋渦星系，光度+8.7等，距離地球2,800萬光年。这个星系的直径在105,000光年以上，比银河系略大一些。
天文学家最初认为光环是小而轻的旋渦星系，但史匹哲太空望遠鏡发现，周围的草帽星系晕是一个比以前认为的更大规模的巨大的椭圆星系。闊邊帽星系視星等為8.0等，使用业余望远镜可以很容易观测到，有些作家认為它是银河系的一千萬秒差距半径范围内最亮的星系。
它具有明亮且巨大的超大质量黑洞星系核，尤其在赤道方向有一條由星際塵埃所形成的暗帶。由於它形態美麗，也是不少天文台，甚至是擁有專業天文攝影設備的天文愛好者必定拍攝的對象之一。

## 發現經過
它是在梅西耶在1781年5月11日的觀測中首次紀錄得，梅西耶在第二次編寫其星雲星團表中把它加到表中。
它也是首個被發現的較大紅移天體，由洛韋爾天文台台長維斯托·斯里弗（V.M. Slipher）在1912年測量之結果，顯示它以每秒1000公里速度離開。

## 核心

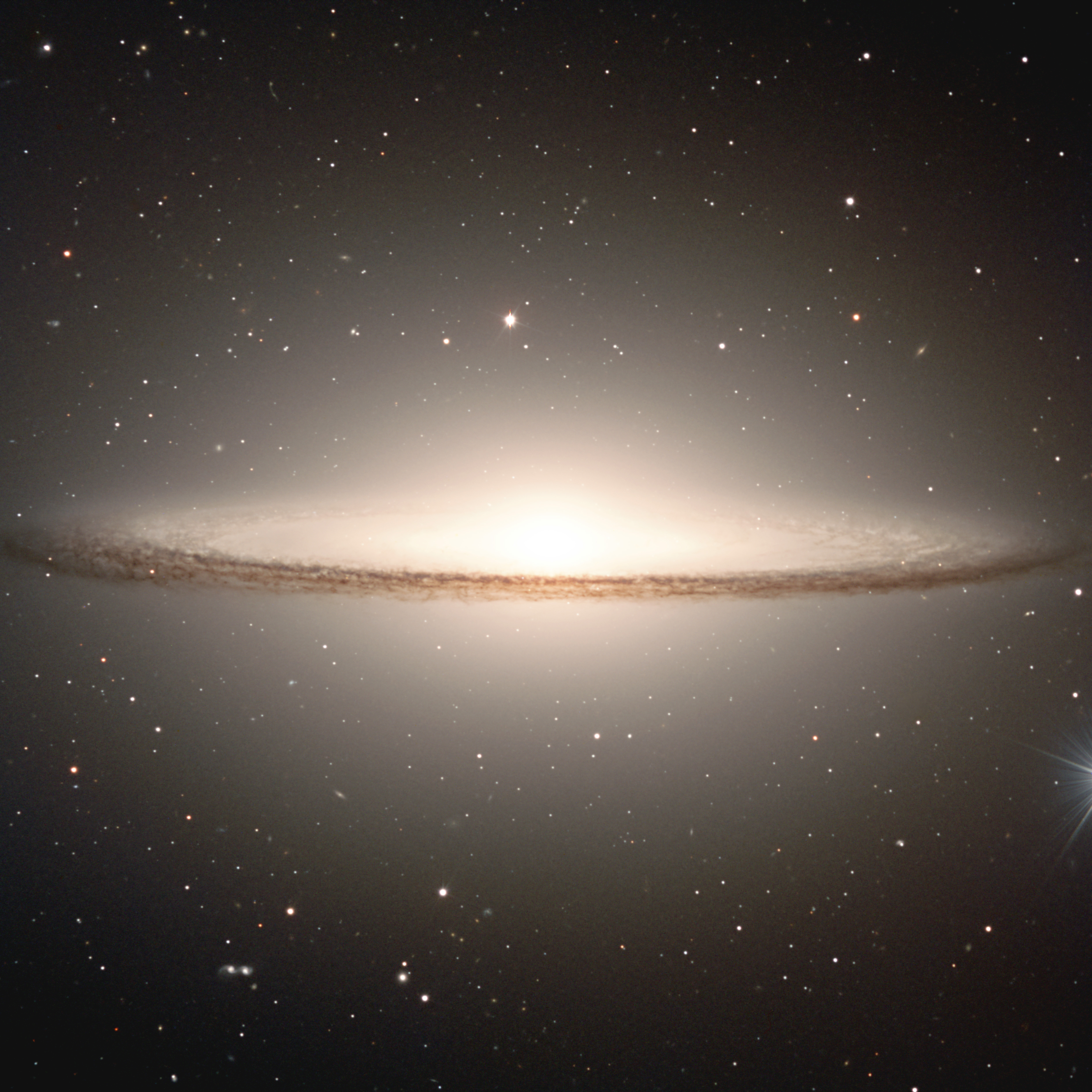
欧洲空间局拍摄的M104

闊邊帽星系的核心被划分为低离子化核发射区(LINER).核心区域可见离子化气体，但是只是弱离子化（例如原子只是丢失了少数电子）。导致气体离子化的能量源仍有较大争议。有些这一类型的星系能量来自恒星形成区高热的年轻恒星,有一些则由活动星系核提供。(包含特大质量黑洞的高能区)。红外线光谱观测证实，在闊邊帽星系中心并没有显著的恒星形成活动。然而，有一个超大质量黑洞已经得到确认(参看下面部分), 它可能为闊邊帽星系气体弱离子化提供能量。

### 中心超大质量黑洞
1990年代, 由John Kormendy领导的研究小组观测到星系中由超大质量黑洞。  
利用来自CFHT望远镜和哈勃太空望远镜的光谱学数据,这个小组发现，除非星系中心（即超大质量黑洞）的质量是太阳质量的10亿倍或者109Mʘ,才可能实现观测到的星系中心的恒星演化速度。这是在临近的星系、临近的梅西耶天体中测量到的质量最大的超大质量黑洞。

### 同步辐射
无线电和X光波长区, 星系核心是一个很强的同步辐射。同步辐射一般由当高速电子通过强磁场区域引发振荡产生。这一现象在活动星系核相当普遍。尽管某些星核的无线电同步辐射随着时间推移会发生改变，闊邊帽星系的无线电辐射强度质改变了10-20%。

### 未经确认的亚毫米放射
2006年，2个小组发表观测到该星系核心发出的亚毫米辐射，波长850微米。 这一亚毫米波辐射并不是来源于尘埃（一般见于红外线和亚毫米波段）、同步放射（一般见于无线电波段）、炙热气体的轫致辐射（常见于毫米波段）或分子气体（可观测到亚毫米波段谱线）。  亚毫米辐射源不明。

## 其他照片
|  |                                   |  |
|  | infrared image of Sombrero galaxy |  |
|  |                                   |  |